# Calcio ai Giochi della XXIII Olimpiade - Convocazioni
Questa pagina contiene un elenco di tutti i calciatori convocati al torneo maschile di calcio dei Giochi olimpici estivi 1984.

## Gruppo B

### Camerun
Allenatore:  Radivoje Ognjanović
| N. | Pos. | Giocatore           | Data nascita (età)         | Pres. | Squadra          |
| -- | ---- | ------------------- | -------------------------- | ----- | ---------------- |
| 1  | P    | Joseph-Antoine Bell | 8 ottobre 1954 (29 anni)   |       | Al-Mokawloon     |
| 2  | D    | Luc Mbassi          |                            |       | Tonnerre Yaoundé |
| 3  | C    | Isaac Sinkot        |                            |       | Dynamo Douala    |
| 4  | D    | Michel Bilamo       |                            |       | Tonnerre Yaoundé |
| 5  | C    | Elie Onana          | 13 ottobre 1951 (32 anni)  |       | Canon Yaoundé    |
| 6  | D    | Emmanuel Kundé      | 15 luglio 1956 (28 anni)   |       | Canon Yaoundé    |
| 7  | C    | Louis-Paul Mfédé    | 26 febbraio 1961 (23 anni) |       | Rennes           |
| 8  | A    | Eugène Ekéké        | 30 maggio 1960 (24 anni)   |       | RC France        |
| 9  | A    | Roger Milla         | 20 maggio 1952 (32 anni)   |       | Bastia           |
| 10 | C    | Dagobert Dang       |                            |       | Canon Yaoundé    |
| 11 | C    | Charles Toubé       | 22 gennaio 1958 (26 anni)  |       | Tonnerre Yaoundé |
| 12 | A    | Ernest Ebongué      | 15 maggio 1962 (22 anni)   |       | Tonnerre Yaoundé |
| 13 | C    | Paul Bahoken        | 7 luglio 1955 (29 anni)    |       | Olympique Alès   |
| 14 | C    | Théophile Abega     | 9 luglio 1954 (30 anni)    |       | Canon Yaoundé    |
| 15 | D    | François Ndoumbé    | 30 gennaio 1954 (30 anni)  |       | Union Douala     |
| 16 | D    | Ibrahim Aoudou      | 23 agosto 1955 (28 anni)   |       | Cannes           |
| 17 | P    | Jacques Songo'o     | 17 marzo 1964 (20 anni)    |       | Canon Yaoundé    |

## Gruppo C

### Brasile
Allenatore:  Jair Picerni
| N. | Pos. | Giocatore         | Data nascita (età)         | Pres. | Squadra       |
| -- | ---- | ----------------- | -------------------------- | ----- | ------------- |
| 1  | P    | Gilmar Rinaldi    | 13 gennaio 1959 (25 anni)  |       | Internacional |
| 2  | D    | Ronaldo           | 10 luglio 1962 (22 anni)   |       | Corinthians   |
| 3  | D    | Pinga             | 23 aprile 1965 (19 anni)   |       | Internacional |
| 4  | D    | Mauro Galvão      | 19 dicembre 1961 (22 anni) |       | Internacional |
| 5  | C    | Ademir            | 6 gennaio 1960 (24 anni)   |       | Internacional |
| 6  | D    | André Luís        | 21 ottobre 1959 (24 anni)  |       | Internacional |
| 7  | C    | Paulo Santos      | 14 aprile 1960 (24 anni)   |       | Internacional |
| 8  | C    | Dunga             | 31 ottobre 1963 (20 anni)  |       | Internacional |
| 9  | A    | Kita              | 6 gennaio 1958 (26 anni)   |       | Internacional |
| 10 | A    | Gilmar Popoca     | 18 febbraio 1964 (20 anni) |       | Flamengo      |
| 11 | A    | Silvinho          | 13 novembre 1958 (25 anni) |       | Internacional |
| 12 | P    | Luís Henrique     | 18 maggio 1960 (24 anni)   |       | Ponte Preta   |
| 13 | C    | Luiz Carlos Winck | 5 gennaio 1963 (21 anni)   |       | Internacional |
| 14 | D    | Davi              | 19 novembre 1963 (20 anni) |       | Santos        |
| 15 | C    | Tonho             | 18 agosto 1957 (26 anni)   |       | Aimoré        |
| 16 | A    | Chicão            | 4 settembre 1962 (21 anni) |       | Ponte Preta   |
| 17 | A    | Mílton Cruz       | 1º agosto 1957 (26 anni)   |       | Internacional |

## Gruppo D

### Italia
Allenatore:  Enzo Bearzot
| N. | Pos. | Giocatore         | Data nascita (età)          | Pres. | Squadra    |
| -- | ---- | ----------------- | --------------------------- | ----- | ---------- |
| 1  | P    | Franco Tancredi   | 10 gennaio 1955 (29 anni)   |       | Roma       |
| 2  | D    | Riccardo Ferri    | 20 agosto 1963 (20 anni)    |       | Inter      |
| 3  | D    | Filippo Galli     | 19 maggio 1963 (21 anni)    |       | Milan      |
| 4  | D    | Sebastiano Nela   | 14 marzo 1961 (23 anni)     |       | Roma       |
| 5  | D    | Roberto Tricella  | 18 marzo 1959 (25 anni)     |       | Verona     |
| 6  | D    | Pietro Vierchowod | 6 aprile 1959 (25 anni)     |       | Sampdoria  |
| 7  | C    | Salvatore Bagni   | 25 settembre 1956 (27 anni) |       | Inter      |
| 8  | D    | Franco Baresi     | 8 maggio 1960 (24 anni)     |       | Milan      |
| 9  | C    | Sergio Battistini | 7 maggio 1963 (21 anni)     |       | Milan      |
| 10 | C    | Antonio Sabato    | 9 gennaio 1958 (26 anni)    |       | Inter      |
| 11 | C    | Beniamino Vignola | 12 giugno 1959 (25 anni)    |       | Juventus   |
| 12 | P    | Walter Zenga      | 28 aprile 1960 (24 anni)    |       | Inter      |
| 13 | A    | Pietro Fanna      | 13 giugno 1958 (26 anni)    |       | Verona     |
| 14 | A    | Daniele Massaro   | 23 maggio 1961 (23 anni)    |       | Fiorentina |
| 15 | A    | Massimo Briaschi  | 12 maggio 1958 (26 anni)    |       | Genoa      |
| 16 | A    | Maurizio Iorio    | 6 giugno 1959 (25 anni)     |       | Verona     |
| 17 | A    | Aldo Serena       | 25 giugno 1960 (24 anni)    |       | Inter      |

### Stati Uniti
Allenatore:  Alketas Panagoulias
| N. | Pos. | Giocatore          | Data nascita (età)          | Pres. | Squadra            |
| -- | ---- | ------------------ | --------------------------- | ----- | ------------------ |
| 1  | P    | David Brcic        | 21 giugno 1957 (27 anni)    |       | N.Y. Cosmos        |
| 2  | D    | Bruce Savage       | 21 dicembre 1960 (23 anni)  |       | Phoenix Pride      |
| 3  | A    | Gregg Thompson     | 29 maggio 1961 (23 anni)    |       | T.B. Rowdies       |
| 4  | D    | Jeff Durgan        | 29 agosto 1961 (22 anni)    |       | N.Y. Cosmos        |
| 5  | C    | Kazbek Tambi       | 8 dicembre 1961 (22 anni)   |       | N.Y. Cosmos        |
| 6  | C    | Angelo DiBernardo  | 16 maggio 1956 (28 anni)    |       | N.Y. Cosmos        |
| 7  | D    | Erhardt Kapp       | 16 giugno 1959 (25 anni)    |       | Pittsburgh Spirit  |
| 8  | C    | Hernán Borja       | 24 agosto 1959 (24 anni)    |       | N.Y. Cosmos        |
| 9  | A    | Steve Moyers       | 23 settembre 1956 (27 anni) |       | N.Y. Cosmos        |
| 10 | C    | Rick Davis         | 24 settembre 1958 (25 anni) |       | St. Louis Steamers |
| 11 | C    | Hugo Ernesto Pérez | 8 novembre 1963 (20 anni)   |       | San Diego Sockers  |
| 12 | D    | Kevin Crow         | 17 settembre 1961 (22 anni) |       | San Diego Sockers  |
| 13 | A    | Jean Willrich      | 27 aprile 1953 (31 anni)    |       | San Diego Sockers  |
| 14 | C    | Mike Fox           | 24 settembre 1961 (22 anni) |       | N.Y. Cosmos        |
| 15 | P    | Jamie Swanner      | 13 gennaio 1961 (23 anni)   |       | Clemson Tigers     |
| 16 | A    | Jeff Hooker        | 21 marzo 1965 (19 anni)     |       | UCLA Bruins        |
| 17 | A    | Amr Aly            | 1º agosto 1962 (21 anni)    |       | Columbia Lions     |

## Fonti
- FIFA, su fifa.com. URL consultato il 19 gennaio 2013 (archiviato dall'url originale il 2 aprile 2013).